# Paul Heim (Jurist)
Paul Heim (* 23. Mai 1932 in Wien; gestorben am 23. September 2020) war ein österreichisch-britischer Jurist.

## Biographie
Nach der Annexion Österreichs an das nationalsozialistische Deutsche Reich flohen seine Mutter, seine Schwester und er aus Österreich. Seine Großeltern, die Familie Herz, wurden nach Minsk deportiert und dort ermordet. Die jüdische Familie floh über Zypern, Ägypten und die palästinensischen Gebiete schließlich nach Kenia. Nach der Schulzeit in Nairobi studierte er Rechtswissenschaften an der University of Durham. 1955 wurde er nach der Ausbildung am Lincoln’s Inn zur Rechtsanwaltschaft zugelassen. Er arbeitete dann am Supreme Court of Kenya, bis er schließlich in die Verwaltung des Europäischen Gerichtshofs für Menschenrechte wechselte. Er leitete die Verwaltung des Sekretariats der Europäischen Menschenrechtskommission. Danach wechselte er zur Verwaltung des Europarats. Ab 1980 war er dann Direktor des Sitzungsdienstes des Europaparlaments. Vom 10. Februar 1982 bis zum 9. Februar 1988 nahm er die Aufgabe des Kanzlers beim Europäischen Gerichtshof wahr.
Er war Träger des Verdienstordens des Großherzogtums Luxemburg sowie Ritter (Companion) des Ordens vom Heiligen Michael und Heiligen Georg. Er stiftete den Somerset Anne Frank Youth Award.